# Едер Сітадін Мартінс
Едер Сітадін Мартінс (італ. Éder Citadin Martins, нар. 15 листопада 1986, Лауру-Мюллер) — італійський та бразильський футболіст, нападник китайського клубу «Цзянсу Сунін» та національної збірної Італії.

## Клубна кар'єра
Народився 15 листопада 1986 року в місті Лауру-Мюллер, штат Санта-Катаріна. Вихованець футбольної школи клубу «Крісіума». Дорослу футбольну кар'єру розпочав 2004 року в основній команді того ж клубу, взявши участь лише у 1 матчі чемпіонату.
В січні 2005 року перейшов в «Емполі» за 550 тис. євро і став виступати в молодіжній команді. 18 березня 2007 року дебютував в першій команді в матчі чемпіонату проти «Лаціо» на Стадіо Олімпіко в Римі. Всього у чемпіонаті 2006/07 взяв участь у 5 матчах, з них три рази виходив в основі. В наступному сезоні справи пішли ще гірше — за півроку Едер зіграв лише в одному матчі Кубка УЄФА.
Через це у січні 2008 року гравця було віддано в оренду в «Фрозіноне» з Серії Б. В червні 2008 року вони викупили половину прав на гравця за 600 тис. євро. Проте вже в червні 2009 року «Емполі» викупила назад увесь контракт футболіста після його вражаючої гри в Серія Б, куди «Емполі» також вилетіло. У новому сезоні 2009/10 Едер забив 27 голів в 40 матчах і став найкращим бомбардиром Серії Б.
У сезоні 2010/11 виступав на правах оренди в «Брешії», але не врятував команду від вильоту з Серії А, після чого перейшов у «Чезену».
До складу клубу «Сампдорія» приєднався 24 січня 2012 року на правах оренди і допоміг команді вийти до Серії А. Після цього 3 липня 2012 року «Сампдорія» викупили гравця за 3 млн євро, підписавши контракт на 5 років. Наразі встиг відіграти за генуезький клуб 105 матчів в національному чемпіонаті.

## Виступи за збірну
2010 року Едер набув італійського громадянства, що дало йому право виступати за національну збірну Італії. 21 березня 2015 року він, разом з іншим натуралізованим гравцем — аргентинцем Франко Васкесом, отримав свій перший виклик до табору італійців від Антоніо Конте на матчі проти Болгарії та Англії. 28 березня 2015 року дебютував в офіційних матчах у складі національної збірної Італії в відбірковій грі до чемпіонату Європи 2016 року проти збірної Болгарії. Едер на 58 хвилині замінив Сімоне Дзадза, а на 84 хвилині забив свій перший гол у складі збірної, в результаті чого Італія змогла здобути нічию 2:2 . Через три дні Едер вийшов в основі на товариський матч проти збірної Англії. Наразі провів у формі головної команди країни 26 матчів, забивши 6 голів.
| Дата       | Місто     | Господарі          | Результат               | Гості       | Турнір                | Голи | Примітки |
| ---------- | --------- | ------------------ | ----------------------- | ----------- | --------------------- | ---- | -------- |
| 28/3/2015  | Софія     | Болгарія           | 2 – 2                   | Італія      | Відбір до ЧЄ 2016     | 1    | 58'      |
| 31/3/2015  | Турин     | Італія             | 1 – 1                   | Англія      | товариський матч      | -    | 61'      |
| 3/9/2015   | Флоренція | Італія             | 1 – 0                   | Мальта      | Відбір до ЧЄ 2016     | -    |          |
| 6/9/2015   | Палермо   | Італія             | 1 – 0                   | Болгарія    | Відбір до ЧЄ 2016     | -    | 86'      |
| 10/10/2015 | Баку      | Азербайджан        | 1 – 3                   | Італія      | Відбір до ЧЄ 2016     | 1    | 79'      |
| 13/10/2015 | Рим       | Італія             | 2 – 1                   | Норвегія    | Відбір до ЧЄ 2016     | -    | 62'      |
| 13/11/2015 | Брюссель  | Бельгія            | 3 – 1                   | Італія      | товариський матч      | -    | 27' 80'  |
| 17/11/2015 | Болонья   | Італія             | 2 – 2                   | Румунія     | товариський матч      | -    | 56' 60'  |
| 24/3/2016  | Удіне     | Італія             | 1 – 1                   | Іспанія     | товариський матч      | -    | 52'      |
| 29/5/2016  | Мдіна     | Італія             | 1 – 0                   | Шотландія   | товариський матч      | -    | 60'      |
| 13/6/2016  | Ліон      | Бельгія            | 0 – 2                   | Італія      | ЧЄ 2016 - 1-й етап    | -    | 75'      |
| 17/6/2016  | Тулуза    | Італія             | 1 – 0                   | Швеція      | ЧЄ 2016 - 1-й етап    | 1    |          |
| 27/6/2016  | Сен-Дені  | Італія             | 2 – 0                   | Іспанія     | ЧЄ 2016 - 1/8 фіналу  | -    | 82'      |
| 2/7/2016   | Бордо     | Німеччина          | 1 – 1 д.ч. (6 — 5 п.п.) | Італія      | ЧЄ 2016 - чвертьфінал | -    | 108'     |
| 1/9/2016   | Барі      | Італія             | 1 – 3                   | Франція     | товариський матч      | -    | 74'      |
| 5/9/2016   | Хайфа     | Ізраїль            | 1 – 3                   | Італія      | Відбір до ЧС 2018     | -    | 70'      |
| 6/10/2016  | Турин     | Італія             | 1 – 1                   | Іспанія     | Відбір до ЧС 2018     | -    |          |
| 9/10/2016  | Скоп'є    | Північна Македонія | 2 – 3                   | Італія      | Відбір до ЧС 2018     | -    | 84'      |
| 12/11/2016 | Вадуц     | Ліхтенштейн        | 0 – 4                   | Італія      | Відбір до ЧС 2018     | -    | 74'      |
| 15/11/2016 | Мілан     | Італія             | 0 – 0                   | Німеччина   | товариський матч      | -    | 68'      |
| 28/3/2017  | Амстердам | Нідерланди         | 1 – 2                   | Італія      | товариський матч      | 1    | 69'      |
| 7/6/2017   | Ніцца     | Італія             | 3 – 0                   | Уругвай     | товариський матч      | 1    | 46'      |
| 11/6/2017  | Удіне     | Італія             | 5 – 0                   | Ліхтенштейн | Відбір до ЧС 2018     | 1    | 67'      |
| 2/9/2017   | Мадрид    | Іспанія            | 3 – 0                   | Італія      | Відбір до ЧС 2018     | -    | 70'      |
| 9/10/2017  | Шкодер    | Албанія            | 0 – 1                   | Італія      | Відбір до ЧС 2018     | -    | 89'      |
| 10/11/2017 | Стокгольм | Швеція             | 1 – 0                   | Італія      | Відбір до ЧС 2018     | -    | 65'      |
| Усього     |           | Матчів             | 26                      |             | Голів                 | 6    |          |

## Титули і досягнення
- Чемпіон Китаю: 2020
- Найкращий бомбардир Серії Б: 2009-10 (27 голів)